# 瀧川奈津希
瀧川 奈津希（たきがわ なつき、1996年11月28日 - ）は、日本のフリーアナウンサー。シー・フォルダ所属。

## 来歴
岡山県岡山市出身。お茶の水女子大学生活科学部人間生活学科卒業。大学在学時にはテレビ朝日アスクに通っていた。
2020年4月に瀬戸内海放送に入社し、同期の荻津尚輝、在間隆真、野口真菜とともに同局のアナウンサーになる。
2024年5月10日付で瀬戸内海放送を退社し、同年6月25日付でオールウェーブ・アソシエツ所属のフリーアナウンサーになる。その後、2025年3月にシー・フォルダへ移籍した。

## 人物
大学在学中の2016年に『下北沢カレーフェスティバル2016』がSNS上で行った『下北沢ミスカレーコンテスト』に応募し、この年のミスカレーに選出された。また、同年11月にお茶の水女子大学の大学祭『徽音祭』で行われた『水コン2016』でもグランプリを獲得した。2018年には『ミス・ワールド・ジャパン2018』に出場し、30人のみが選ばれるファイナリストの1人に選出された。

## 担当番組
脚注の無いデータは、オールウェーブ・アソシエツ公式サイトとシー・フォルダ公式サイトに掲載されているプロフィールからの参考。単発出演については除外する。

### テレビ番組
- KSBスーパーJチャンネル（瀬戸内海放送） - リポーター、天気予報、コーナーMC、夏の高校野球リポーター（2020年 - 2021年）
- KSBニュースview（瀬戸内海放送）[2]
- アナチャレ！（瀬戸内海放送）[2]
- News Park KSB（瀬戸内海放送） - フィールドリポーター、コーナーMC、天気予報担当（2021年4月 - 2024年4月）
- ファジクロ（瀬戸内海放送） - コーナーMCリポーター
- 甲子園へのキセキ（瀬戸内海放送） - コーナーMCリポーター
- ヒルペコ（瀬戸内海放送） - リポーター（2022年 - 2024年）
- My You!（YOUテレビ） - リポーター

### ラジオ番組
- ステーションスポット（FM香川） - パーソナリティ（2020年 - 2021年）
- ＃ゴゴから！（FM香川） - パーソナリティ（2022年 - 2024年）
- ラジオ日本ニュース（ラジオ日本） - ニュースアナウンサー（2025年4月 - ）[11]

### ネット配信番組
- 地域経済のリアルがわかる Re:gion Radio（NewsPicks Re:gion[12]） - パーソナリティ（2022年 - ）